# Борисовська сільська адміністрація
Бори́совська сільська адміністрація (каз. Борисовка ауылдық әкімдігі, рос. Борисовский сельская администрация) — адміністративна одиниця у складі Атбасарського району Акмолинської області Казахстану. Адміністративний центр та єдиний населений пункт — село Борисовка.
Населення — 792 особи (2021; 1084 у 2009, 1248 у 1999, 1451 у 1989).
Станом на 1989 рік існували Ленінська сільська рада (село Борисовка) та Садова сільська рада (села Ащиколь, Пригородне, Садове, Смирновка), з 1993 року — Борисовський сільський округ (села Борисовка, Пригородне, Садове, Смирновка), село Ащиколь відійшло до складу Сергієвського сільського округу. Пізніше села Пригородне, Садове та Смирновка відійшли до складу Покровського сільського округу. 2013 року Борисовський сільський округ було перетворено в сільську адміністрацію.